# MasterChef (franchise)
MasterChef è un talent show culinario creato dal regista britannico Franc Roddam e trasmesso la prima volta dalla BBC nel 1990. Dopo che nel 2005 è stato rinnovato, si è diffuso in molti altri Paesi.

## Versioni di MasterChef
| Nazione/Regione | Nome                            | Presentatore/i                                                                                             | Giudice | Canale TV                                          | Anno di messa in onda |
| --------------- | ------------------------------- | --- | --- | -------------------------------------------------- | --- |
| Albania         | MasterChef Albania              | Sokol Prenga Renato Mekolli Gezim Musliaga                                                                 | Sokol Prenga Renato Mekolli Gezim Musliaga | Top Channel                                        | 2014 |
| Argentina       | MasterChef Argentina            | Mariano Peluffo Wanda Nara                                                                                 | Donato de Santis Germán Martitegui Christophe Krywonis | Telefe                                             | 2014-2015, 2023 |
| Australia       | MasterChef Australia            | Gary Mehigan George Calombaris                                                                             | Gary Mehigan George Calombaris Matt Preston | Network Ten                                        | 27 aprile – 19 luglio 2009 (Stagione 1) 19 aprile – 25 luglio 2010 (Stagione 2) 1º maggio – 7 agosto 2011 (Stagione 3) 6 maggio – 25 luglio 2012 (Stagione 4) 2 giugno – 1º settembre 2013 (Stagione 5)                          |
| Australia       | Celebrity MasterChef Australia  | George Calombaris Gary Mehigan                                                                             | Gary Mehigan George Calombaris Matt Preston | Network Ten                                        | 30 settembre – 25 novembre 2009 |
| Australia       | MasterChef Australia All-Stars  | George Calombaris Gary Mehigan                                                                             | Gary Mehigan George Calombaris Matt Preston | Network Ten                                        | 26 luglio – 19 agosto 2012 |
| Bangladesh      | MasterChef Bangladesh           | TBA | TBA | Delta Bay                                          | 2014 |
| (NL) Belgio     | MasterChef Belgio               | Dina Tersago (2010) Nessuno (2011–2012)                                                                    | Wout Bru (2010–2012) Stéphane Buyens (2010) Jean-Paul Perez (2011) Kenny Bernaerts (2012)                                                                       | vtm                                                | 28 giugno – 29 luglio 2010 (Stagione 1) 4 luglio – 18 agosto 2011 (Stagione 2) 2 luglio – 23 agosto 2012 (Stagione 3) |
| (PT) Brasile    | MasterChef Brasil               | Ana Paula Padrão                                                                                           | Paola Carosella Erick Jacquin Henrique Fogaça | Band                                               | 2 settembre - 16 dicembre 2014 |
| Canada          | Masterchef Canada               | TBA | Alvin Leung Claudio Aprile Micheal Bonacini | CTV                                                | Inverno 2014 |
| Cina            | MasterChef Cina                 | Jonathan Lee Tsung-sheng (2012) Jereme Leung Ji-gang (2013) Cao Kefan (2012–13) Steven Liu I-fan (2012–13) | Jonathan Lee Tsung-sheng (2012) Jereme Leung Ji-gang (2013) Cao Kefan (2012–13) Steven Liu I-fan (2012–13)                                                      | Dragon TV                                          | 29 luglio – 14 ottobre 2012 (Stagione 1) |
| Croazia         | MasterChef Croazia              | Mitchell Musso                                                                                             | Tomislav Gretić Mate Janković Radovan Marčić | Nova TV                                            | 21 marzo – 17 giugno 2011 (Stagione 1) |
| Danimarca       | Masterchef Danmark              | | | TV3                                                | 5 settembre 2011 |
| Ecuador         | MasterChef Ecuador              | Erika Velez                                                                                                | Jorge Rausch Carolina Sánchez Quique Sempere | Teleamazonas                                       | 16 settembre 2019 - 16 dicembre 2019 (Stagione 1) |
| Ecuador         | MasterChef Ecuador              | Erika Velez                                                                                                | Jorge Rausch Carolina Sanchez Irene Gonzáles | Teleamazonas                                       | 16 novembre 2020 - 22 febbraio 2021 (Stagione 2) |
| Ecuador         | MasterChef Ecuador              | Erika Velez                                                                                                | Jorge Rausch Carolina Sanchez Irene Gonzáles | Teleamazonas                                       | 15 novembre 2021 - 21 febbraio 2022 (Stagione 3) |
| Ecuador         | MasterChef Ecuador              | Erika Velez                                                                                                | Jorge Rausch Carolina Sanchez Irene Gonzáles | Teleamazonas                                       | 28 novembre 2022 - 21 marzo 2023 (Stagione 4) |
| Ecuador         | MasterChef Celebrity Ecuador    | Erika Velez                                                                                                | Jorge Rausch Carolina Sanchez Irene Gonzáles | Teleamazonas                                       | 20 novembre 2023 - 5 marzo 2024 (Stagione 1) |
| Ecuador         | MasterChef Celebrity Ecuador    | Erika Velez                                                                                                | Jorge Rausch Carolina Sanchez Irene Gonzáles | Teleamazonas                                       | 18 novrembe 2024 - in corso (Stagione 2) |
| Finlandia       | MasterChef Suomi                | | | Nelonen                                            | Gennaio 2011 |
| Francia         | MasterChef Français             | Carole Rousseau                                                                                            | | TF1                                                | 19 agosto 2010 |
| Germania        | Deutschlands Meisterkoch        | | | Sat.1                                              | 2010 |
| Grecia          | MasterChef Greece               | Eugenia Manolidou                                                                                          | | Mega Channel                                       | 2010 |
| Grecia          | Junior MasterChef Greece        | Eugenia Manolidou                                                                                          | | Mega Channel                                       | Ottobre 2011 |
| India           | MasterChef India                | Akshay Kumar                                                                                               | | Star Plus                                          | 16 ottobre 2010 |
| Indonesia       | MasterChef Indonesia            | | | RCTI                                               | 1º maggio 2011 |
| Irlanda         | Masterchef Ireland              | Dylan McGrath                                                                                              | | RTÉ TWO                                            | Settembre 2011 |
| Israele         | מאסטר שף MasterChef Israel      | Haim Cohen                                                                                                 | | Channel 2 (Keshet)                                 | 14 ottobre 2010 |
| Italia          | MasterChef Italia               | assente/i                                                                                                  | Bruno Barbieri Joe Bastianich Carlo Cracco | Cielo                                              | 21 settembre 2011 - 7 dicembre 2011 (Stagione 1) |
| Italia          | MasterChef Italia               | assente/i                                                                                                  | Bruno Barbieri Joe Bastianich Carlo Cracco | Sky Uno HD                                         | 13 dicembre 2012 - 21 febbraio 2013 (Stagione 2) 19 dicembre 2013 - 6 marzo 2014 (Stagione 3) 18 dicembre 2014 - 5 marzo 2015 (Stagione 4)                                                                                       |
| Italia          | MasterChef Italia               | assente/i                                                                                                  | Bruno Barbieri Joe Bastianich Carlo Cracco Antonino Cannavacciuolo                                                                                              | Sky Uno HD                                         | 17 dicembre 2015 - 3 marzo 2016 (Stagione 5) 22 dicembre 2016 - 9 marzo 2017 (Stagione 6) |
| Italia          | MasterChef Italia               | assente/i                                                                                                  | Bruno Barbieri Joe Bastianich Antonia Klugmann Antonino Cannavacciuolo                                                                                          | Sky Uno HD                                         | 21 dicembre 2017 - 8 marzo 2018 (Stagione 7) |
| Italia          | MasterChef Italia               | assente/i                                                                                                  | Bruno Barbieri Joe Bastianich Giorgio Locatelli Antonino Cannavacciuolo                                                                                         | Sky Uno HD                                         | 17 gennaio - 4 aprile 2019 (Stagione 8) |
| Italia          | MasterChef Italia               | assente/i                                                                                                  | Bruno Barbieri Giorgio Locatelli Antonino Cannavacciuolo | Sky Uno HD                                         | 19 dicembre 2019 - 5 marzo 2020 (Stagione 9) 17 dicembre 2020 - 4 marzo 2021 (Stagione 10) 16 dicembre 2021 - 3 marzo 2022 (Stagione 11) 15 dicembre 2022 - 2 marzo 2023 (Stagione 12) 14 dicembre 2023 - in corso (Stagione 13) |
| Italia          | Junior MasterChef Italia        | assente/i                                                                                                  | Bruno Barbieri Alessandro Borghese Lidia Bastianich | Sky Uno HD                                         | 13 marzo - 10 aprile 2014 (Stagione 1) 15 aprile - 10 giugno 2015 (Stagione 2) |
| Italia          | Junior MasterChef Italia        | assente/i                                                                                                  | Bruno Barbieri Alessandro Borghese Gennaro Esposito | Sky Uno HD                                         | 10 marzo - 5 maggio 2016 (Stagione 3) |
| Italia          | Celebrity MasterChef Italia     | assente/i                                                                                                  | Bruno Barbieri Joe Bastianich Antonino Cannavacciuolo | Sky Uno HD                                         | 16 marzo - 6 aprile 2017 (Stagione 1) 15 marzo - 5 aprile 2018 (Stagione 2) |
| Italia          | MasterChef All Stars Italia     | assente/i                                                                                                  | Bruno Barbieri Antonino Cannavacciuolo Joe Bastianich (Episodi 1-2) Antonia Klugmann (Episodi 3-4) Iginio Massari (Episodi 5-6) Giorgio Locatelli (Episodi 7-8) | Sky Uno HD                                         | 20 dicembre 2018 - 10 gennaio 2019 (Stagione 1) |
| Malaysia        | MasterChef Malaysia             | | | Astro Ria                                          | 22 ottobre 2011 |
| Norvegia        | Masterchef Norge                | Jenny Skavlan                                                                                              | | TV3                                                | 16 marzo 2010 |
| Nuova Zelanda   | MasterChef New Zealand          | | | TV One                                             | 3 febbraio 2010 |
| Paesi Bassi     | MasterChef Netherlands          | Renate Verbaan                                                                                             | | Net 5                                              | 26 settembre 2010 |
| Perù            | MasterChef Perú                 | Gastón Acurio                                                                                              | | América Televisión                                 | 28 agosto 2011 |
| Filippine       | Junior MasterChef Pinoy Edition | Judy Ann Santos                                                                                            | Fern Aracama Rolando Laudico JP Anglo | ABS-CBN                                            | 27 agosto 2011 - in onda |
| Filippine       | MasterChef Pinoy Edition        | Judy Ann Santos                                                                                            | Fern Aracama Rolando Laudico JP Anglo | ABS-CBN                                            | TBA 2011/2012 |
| Portogallo      | MasterChef Portugal             | Sílvia Alberto                                                                                             | | RTP                                                | 9 luglio 2011 |
| Regno Unito     | MasterChef UK                   | Revived series: India Fisher                                                                               | Original series: Loyd Grossman (Stagioni 1-10) Gary Rhodes (Stagione 11) Revived series: Gregg Wallace (2005–oggi) John Torode (2005–oggi)                      | BBC One (1990–2000, 2009–) BBC Two (2001, 2005–08) | Revived series: 21 febbraio 2005 – oggi Original series: 2 luglio 1990 – 3 luglio 2001 (Stagioni 1–11) |
| Regno Unito     | Celebrity MasterChef            | India Fisher                                                                                               | Gregg Wallace John Torode | BBC One (2006–11, 2013-) BBC Two (2012)            | 11 settembre 2006 – oggi |
| Romania         | Masterchef Romania              | | | ProTV                                              | 2012 |
| Spagna          | MasterChef Espana               | Eva González                                                                                               | Pepe Rodríguez Jordi Cruz Samantha Vallejo-Nágera | TVE 1                                              | 10 aprile 2013 |
| Stati Uniti     | MasterChef USA                  | Gary Rhodes                                                                                                | 2 diverse celebrità | PBS                                                | 1º aprile – 24 giugno 2000 (Stagione 1) 7 aprile – 30 giugno 2001 (Stagione 2) |
| Stati Uniti     | MasterChef USA                  | Gordon Ramsay                                                                                              | Gordon Ramsay Joe Bastianich(Stagioni 1-5) Graham Elliot | Fox                                                | 27 luglio – 15 settembre 2010 (Stagione 1) 6 giugno – 16 agosto 2011 (Stagione 2) 4 giugno – 10 settembre 2012 (Stagione 3) 22 maggio – 11 settembre 2013 (Stagione 4) 26 maggio – 15 settembre 2014 (Stagione 5)                |
| Stati Uniti     | MasterChef USA                  | Gordon Ramsay                                                                                              | Gordon Ramsay Graham Elliot Christina Tosi(Stagione 6) | Fox                                                | 27 luglio – 15 settembre 2010 (Stagione 1) 6 giugno – 16 agosto 2011 (Stagione 2) 4 giugno – 10 settembre 2012 (Stagione 3) 22 maggio – 11 settembre 2013 (Stagione 4) 26 maggio – 15 settembre 2014 (Stagione 5)                |
| Svezia          | Sveriges mästerkock             | | | TV4                                                | 12 gennaio 2011 |
| Turchia         | MasterChef Türkiye              | Vural Özkandan                                                                                             | | Show TV                                            | Primavera 2010 |
| Ucraina         | МастерШеф MasterŠef             | | | СТБ STB                                            | 31 agosto 2011 |
| Vietnam         | MasterChef Vietnam              | Luke Nguyễn Hoàng Khải Phan Tôn Tịnh Hải Phạm Tuấn Hải                                                     | Luke Nguyễn Hoàng Khải Phan Tôn Tịnh Hải Phạm Tuấn Hải | VTV3                                               | 8 marzo – 19 luglio 2013 (Stagione 1) |